# Умінгмакток
Умінгмакток (англ. Umingmaktok, інук. Umingmaktuuq, раніше — затока Чаймо, англ. Bay Chimo) — нині скасоване поселення в Канаді, розташоване в бухті Батерст, регіону Кітікмеот (Нунавут). «Умінгмакток» перекладається з ескімоського діалекту інуіннактун як «він/вона піймав(ла) вівцебика».
Традиційною мовою цього району є інуїннактун, але латинський алфавіт при цьому використовується частіше, ніж інуктитутська писемність, яка застосовується переважно в офіційних документах Уряду Нунавуту.
Поселення утворено на місці занедбаного поста «Компанії Гудзонової затоки» як табір для інуїтських сімей, які прагнули більш традиційного способу життя. Місцевість навколо Умінгмактока багата на диких тварин, таких як песець, морський котик, північний олень, палія арктична і вівцебик.
За переписом 1996 року населення Умінгмактока становило 51 особу, але лиш один із них був інуїтом. За переписом 2016 року поселення вважалося занедбаним, хоча 2011 року тут проживало 5 осіб.
Умінгмакток — одне з нечисленних невоєнізованих поселень у Нунавуті. Колись тут була школа, яка забезпечувала освіту до 6 класу середньої школи. Пізніше школярів почали відправляти на навчання до Кеймбридж-Бей.
У поселенні немає електропостачання, тому населення використовувало портативні генератори. Комунікація забезпечувалася у вигляді супутникового зв'язку. Єдиний спосіб дістатися до Умінгмактока — літак.